# Honguemare-Guenouville
Honguemare-Guenouville est une commune française située dans le département de l'Eure en région Normandie.

## Géographie

### Localisation
Honguemare-Guénouville est une commune du Nord du département de l'Eure. Elle appartient à la région naturelle du Roumois à 26 km de Pont-Audemer et à 37 km de Rouen. Le village est entouré d'un paysage d’openfields, dont les sols sont principalement dédiés aux cultures céréalières.
|           | Le Landin, Barneville-sur-Seine | Barneville-sur-Seine |
| Hauville  | Honguemare-Guenouville          |                      |
| Bouquetot | Bourg-Achard                    | Bosgouet             |

### Hydrographie
La commune est située dans le bassin Seine-Normandie. Elle n'est drainée par aucun cours d'eau,.

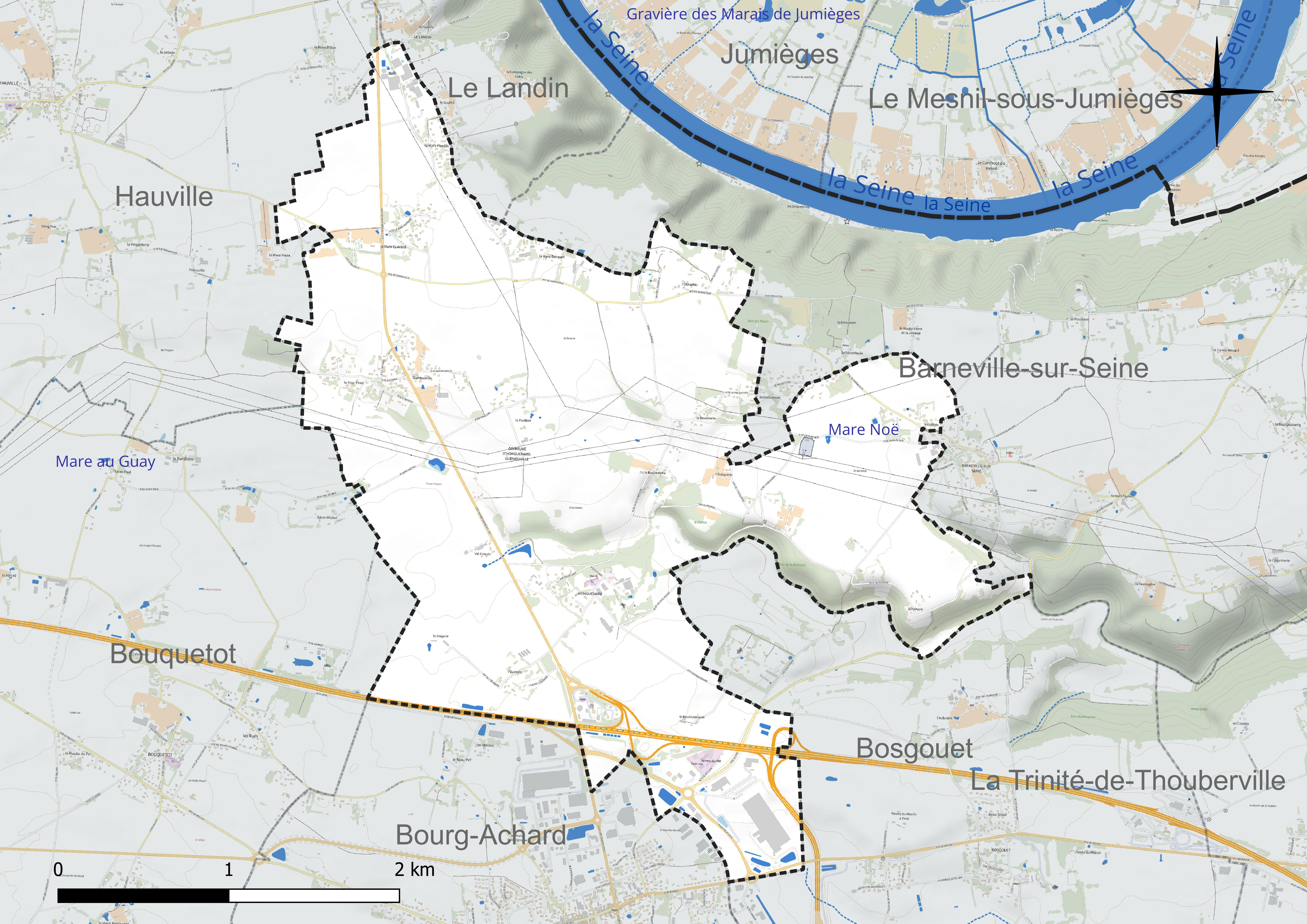
Réseau hydrographique de Honguemare-Guenouville.

Un plan d'eau complète le réseau hydrographique : la mare Noë (0,1 ha),.

### Climat
Pour des articles plus généraux, voir Climat de la Normandie et Climat de l'Eure.
En 2010, le climat de la commune est de type climat océanique altéré, selon une étude du CNRS s'appuyant sur une série de données couvrant la période 1971-2000. En 2020, Météo-France publie une typologie des climats de la France métropolitaine dans laquelle la commune est exposée à un climat océanique et est dans la région climatique  Côtes de la Manche orientale, caractérisée par un faible ensoleillement (1 550 h/an) ; forte humidité de l’air (plus de 20 h/jour avec humidité relative > 80 % en hiver), vents forts fréquents. Parallèlement le GIEC normand, un groupe régional d’experts sur le climat, différencie quant à lui, dans une étude de 2020, trois grands types de climats pour la région Normandie, nuancés à une échelle plus fine par les facteurs géographiques locaux. La commune est, selon ce zonage, exposée à un « climat contrasté des collines », correspondant au Pays d’Auge, Lieuvin et Roumois, moins directement soumis aux flux océaniques et connaissant toutefois des précipitations assez marquées en raison des reliefs collinaires qui favorisent leur formation.
Pour la période 1971-2000, la température annuelle moyenne est de 10,2 °C, avec  une amplitude thermique annuelle de 12,9 °C. Le cumul annuel moyen de précipitations est de 818 mm, avec 12,7 jours de précipitations en janvier et 8,5 jours en juillet. Pour la période 1991-2020, la température moyenne annuelle observée sur la station météorologique la plus proche, située sur la commune de Jumièges à 7 km à vol d'oiseau, est de 12,2 °C et le cumul annuel moyen de précipitations est de 843,5 mm,. Pour l'avenir, les paramètres climatiques de la commune estimés pour 2050 selon différents scénarios d’émission de gaz à effet de serre sont consultables sur un site dédié publié par Météo-France en novembre 2022.

## Urbanisme

### Typologie
Au 1er janvier 2024, Honguemare-Guenouville est catégorisée commune rurale à habitat dispersé, selon la nouvelle grille communale de densité à 7 niveaux définie par l'Insee en 2022.
Elle est située hors unité urbaine. Par ailleurs la commune fait partie de l'aire d'attraction de Rouen, dont elle est une commune de la couronne,. Cette aire, qui regroupe 317 communes, est catégorisée dans les aires de 200 000 à moins de 700 000 habitants,.

## Toponymie
Le nom de la localité est attesté sous les formes Honguemara (bulle d’Alexandre III) et Hanguemara (charte de Guillaume le Conquérant) vers 1060,, Hanguemare en 1320 (cartulaire du Bec).
Il s'agit d'une formation médiévale en -mare, appellatif normand d'origine anglo-scandinave, passé en français sous la forme mare vers le XVIe siècle. François de Beaurepaire ne parvient pas à identifier l'anthroponyme qui, selon lui, explique l'élément Hongue-. Peut-être s'agit-il du même élément que celui rencontré dans Hanquemare à Heuqueville (Seine-Maritime, Hankemare 1269, Hanguemare 1683) et dans le toponyme gallois de type anglais Hanmere (Hangmere 1269, Hagenemere 1292 [lire *Hangemere ?]). 
Guenouville a été rattachée en 1844 à Honguemare sous le nom actuel.
Le nom de Guenouville est attesté sous les formes Gonnovilla en 1210, Gonnovilla et Gonovilla en 1211 (cartulaire de Jumiéges), Guenouville en 1803 (Masson Saint Amand), Guenonville et Quenouville en 1805 (Masson Saint-Amand), Quenonville en 1828 (L. Dubois).
Il s'agit d'une formation toponymique médiévale en -ville, appellatif signifiant anciennement « domaine rural » (cf. vilain), précédé du nom de personne norrois Gunnolfr ou de sa variante Gunnúlfr (vieux danois Gunnulf). Généralement le même anthroponyme suivi de l'appellatif toponymique -ville a abouti à Gonneville (nom de lieu répandu en Normandie), avec chute du second élément -olfr / ulfr, dont le second -o- des formes anciennes représente la trace. Le nom d'homme scandinave Gunnolfr / Gunnúlfr se perpétue dans les noms de famille normand Gounouf et Gounout.

## Histoire
Guenouville a pris le parti calviniste, témoin un temple, aujourd'hui disparu.
Guenouville a été rattachée le 28 avril 1855 à Honguemare sous le nom actuel.

## Politique et administration
| Période                                  | Période | Identité        | Étiquette | Qualité             |
| ---------------------------------------- | ------- | --------------- | --------- | ------------------- |
| 1904                                     | 1913    | Leprestre       |           |                     |
| 1926                                     | 1938    | Bréauté         |           |                     |
| Les données manquantes sont à compléter. |         |                 |           |                     |
| 1955                                     | 2008    | Claude Dezellus | DVD       | Exploitant agricole |
| 2008                                     | 2021    | Jacques Benoist | DVD       | Agriculteur         |
| 2021                                     |         | David Taurin    |           |                     |

## Démographie
L'évolution du nombre d'habitants est connue à travers les recensements de la population effectués dans la commune depuis 1793. Pour les communes de moins de 10 000 habitants, une enquête de recensement portant sur toute la population est réalisée tous les cinq ans, les populations de référence des années intermédiaires étant quant à elles estimées par interpolation ou extrapolation. Pour la commune, le premier recensement exhaustif entrant dans le cadre du nouveau dispositif a été réalisé en 2006.

En 2022, la commune comptait 702 habitants, en évolution de +0,72 % par rapport à 2016 (Eure : −0,25 %, France hors Mayotte : +2,11 %).
| 1793 | 1800 | 1806 | 1821 | 1831 | 1836 | 1841 | 1846 | 1851 |
| ---- | ---- | ---- | ---- | ---- | ---- | ---- | ---- | ---- |
| 463  | 474  | 430  | 403  | 482  | 404  | 432  | 428  | 370  |

| 1856 | 1861 | 1866 | 1872 | 1876 | 1881 | 1886 | 1891 | 1896 |
| ---- | ---- | ---- | ---- | ---- | ---- | ---- | ---- | ---- |
| 549  | 538  | 501  | 508  | 467  | 505  | 438  | 435  | 388  |

| 1901 | 1906 | 1911 | 1921 | 1926 | 1931 | 1936 | 1946 | 1954 |
| ---- | ---- | ---- | ---- | ---- | ---- | ---- | ---- | ---- |
| 390  | 373  | 374  | 324  | 314  | 310  | 318  | 323  | 336  |

| 1962 | 1968 | 1975 | 1982 | 1990 | 1999 | 2006 | 2011 | 2016 |
| ---- | ---- | ---- | ---- | ---- | ---- | ---- | ---- | ---- |
| 384  | 424  | 417  | 477  | 613  | 606  | 585  | 604  | 697  |

| 2021 | 2022 | - | - | - | - | - | - | - |
| ---- | ---- | - | - | - | - | - | - | - |
| 705  | 702  | - | - | - | - | - | - | - |

## Lieux et monuments
- Château construit en 1625[30], très remanié. Il remplace un édifice plus ancien détruit au moment des guerres de Religion. Colombier du XVIIe siècle. Le photographe Alphonse de Launay est l'auteur d'un cliché du château en 1860
- Église Notre-Dame d'Honguemare[31] édifiée au XIIe siècle ; lancettes de la nef du XIIIe ; fenêtres du mur Sud de la nef et du chœur reprises au XVIIe siècle ; façade occidentale et chevet à trois pans reconstruits au XVIIIe siècle[32].
- Église Saint-Nicolas de Guenouville[33], ruinée dès 1721 - Piédestal de la croix de cimetière seul subsistant en 1870.
- Une paire de buis remarquables dans le cimetière[34].